# Peter Birkhäuser
Peter Birkhäuser (7 de junio de 1911, Basilea-22 de noviembre de 1976, Binningen) fue un cartelista, retratista y visionario pintor suizo, conocido por sus pinturas ilustrando imágenes de sueños en el contexto de la psicología analítica.

## Vida y obra
Hijo de un oculista, Birkhäuser nació y se crio en Basilea. Su madre murió pronto y fue criado por su padre en un ambiente racionalista agnosticista. Quería ser pintor desde una edad temprana y abandonó la escuela primaria para estudiar en una escuela de arte bajo el artista de Basilea Niklaus Stoecklin.
En su temprana carrera como artista realizó bodegones y paisajes, láminas ex libris, sellos, historietas para la revista satírica Nebelspalter, carteles y retratos. Conoció a su futura esposa Sibylle Oeri a principios de los años 30, y se casaron en 1939.
Una tarde, mientras trabajaba en su estudio, fue impactado por la imagen de una polilla revoloteando en la ventana. Pintó esta imagen en 1944, y más tarde la interpretó como un símbolo de su propio estado de ánimo: la polilla, representando su alma, estaba luchando contra el cristal para alcanzar la luz, lo que representa la conciencia. Esta imagen provocó una crisis en su carrera, resultando en un periodo de estancamiento y depresión.
Durante este período, se encontró con obras de Carl Gustav Jung y comenzó a analizar sus sueños. Él y su esposa accedieron al análisis junguiano de mano de Marie-Louise von Franz. Durante los próximos 35 años, reunió y trabajó sobre más de 3.400 de sus sueños, hablando de ellos con von Franz y manteniendo correspondencia con el propio Jung.

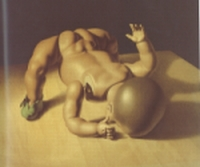
Muñeca negra, pintura de Peter Birkhäuser, c. 1940.

Como él los interpretó, sus sueños a menudo reflejaban imágenes de sí mismo como embrutecido por la tradición artística, urgiéndole a romper con sus anteriores limitaciones estilísticas. En 1956, logró un gran avance artístico con su pintura The World's Wound, la primera de una larga serie de obras pintadas directamente de imágenes oníricas inconscientes.
Sus nuevas obras no fueron bien recibidas por la comunidad artística suiza, y pasaron varios años antes de que se lograra el reconocimiento suficiente como para proporcionar a Birkhäuser y a su esposa un ingreso satisfactorio. La mayor parte del apoyo inicial para su nuevo trabajo vino de un público más joven, en gran parte asentado en los EE. UU.
En 1971, su esposa murió a los 32 años, y el desarrolló una seria dolencia pulmonar. Sin embargo, produjo una serie de sus pinturas más importantes en los últimos cinco años de su vida.
En 1980, una selección de sus últimos trabajos fue publicada en el libro Light from the Darkness: The Paintings of Peter Birkhäuser, editado y presentado por su hija e hijo, Eva Wertanschlag y Kaspar Birkhäuser, con comentarios sobre las pinturas de Marie-Louise von Franz. Además de sus pinturas, el libro también incluye una conferencia de 1970 de Birkhäuser titulada Analytical Psychology and the Problems of Art.

## Citas
Experimento un poder dentro de mí que no es lo mismo que mi yo consciente. Me ha forzado a adoptar un camino bastante ajeno a mi actitud consciente, un camino que contradice totalmente mi voluntad y todo lo que considero importante. Antes de que fuera capaz de obedecer este poder, necesité primero ser aplastado y casi destruido. A menudo sentía que era una lástima que este proceso hubiera tardado tanto, pero ahora, mirando hacia atrás a través de miles de sueños y los sacrificios de un desarrollo largo y duro, puedo ver lo valiosa que la experiencia ha sido.
En conversación con Dean Franz, ca. 1975.

Este misterioso poder tiene su propia voluntad y fines. Conoce cosas que ningún ser humano podría conocer. Así que estoy seguro de que no sería equivocado darle el nombre de Dios. Después de todo es mayor que cada facultad humana. Es lo que imputamos a Dios, conocer el futuro, o saber lo que un individuo debe hacer en las próximas décadas.
En conversación con Dean Franz, ca. 1975.

## Récord de subasta
El 21 de mayo de 2009, Swann Galleries subastó un cartel de Birkhäuser para PKZ, Zúrich, 1934, por 10.800 dólares, un récord en subasta para un cartel del artista.